# Dynatoi
Dynatoi neboli mocní byl právní termín, jenž označoval nepřesně vymezenou skupinu držitelů vysokých státních, vojenských a církevních hodností. Tito hodnostáři často využívali svého postavení k rozšiřování svého majetku na úkor chudších (aporoi), kteří nebyli schopni dostát svým daňovým povinnostem. Termín se objevuje zejména v zemědělských zákonech v 10. století v období vlády Romana I. Lakapena až Basileia II. Bulgaroktona. Úkolem těchto zákonů bylo chránit právě drobné sedláky.